# Cristian Cigan
Cristian Lucian Cigan (Oradea, 15 luglio 1987) è un calciatore rumeno, attaccante dell'Oșorhei.

## Caratteristiche tecniche
Gioca prevalentemente come punta centrale.

## Carriera

### Club
Inizia la carriera nelle giovanili del Bihor Oradea, formazione della sua città natale, con la quale nella stagione 2003-2004 esordisce anche nella massima serie rumena, disputandovi 4 partite; nel gennaio del 2004 passa alla Dinamo Bucarest, con cui gioca un'ulteriore partita in massima serie (competizione che la Dinamo si aggiudica, vincendo poi anche la Coppa di Romania, nella quale l'attaccante gioca una partita) e con cui rimane in rosa fino al gennaio del 2005, senza giocare altre partite in campionato; nel gennaio del 2005 scende di categoria passando alla Liberty Salonta, con cui realizza 3 reti in 11 presenze nella seconda divisione del campionato rumeno.
Nell'estate del 2005 viene ceduto agli ungheresi del Sopron, formazione della massima serie magiara, con i quali Cigan nella stagione 2005-2006 segna 3 gol in 27 presenze; viene riconfermato in rosa anche per la stagione 2006-2007, nel corso della quale continua a giocare stabilmente da titolare andando a segno 3 volte in 28 presenze, per complessive 55 partite e 6 reti con il club biancoviola. Nell'estate del 2007 all'età di 20 anni si trasferisce in Italia per giocare nel Gallipoli, club di Serie C1; con i salentini nel corso della stagione 2007-2008 segna 3 reti in 24 partite in terza serie, venendo ceduto a fine anno alla Sambenedettese. La sua permanenza nella società marchigiana dura fino al gennaio del 2009: in sei mesi disputa 12 partite e segna 2 gol nel campionato di Lega Pro Prima Divisione, passando poi alla Liberty Salonta, con cui gioca per sei mesi nella seconda divisione rumena, segnandovi 3 gol in 17 partite. A fine anno passa al Gaz Metan Medias, con cui disputa la stagione 2009-2010 giocando 16 partite nella massima serie rumena. Rimane al Gaz Metan anche nella prima parte della stagione 2010-2011, nella quale gioca un'altra partita in campionato, venendo poi ceduto nel gennaio del 2011 al Bihor Oradea, con cui termina la stagione giocando 11 incontri in seconda serie. Nell'estate del 2011 passa al Vointa Sibiu, club neopromosso in massima serie, con il quale nella stagione 2012-2013 gioca 19 partite nella massima serie rumena, che il club biancoverde termina al penultimo posto in classifica con conseguente ritorno in seconda divisione ad un anno di distanza dalla promozione; Cigan rimane al Vointa per altri sei mesi, nei quali gioca 9 partite in seconda serie ed una partita in Coppa di Romania, per poi svincolarsi nel gennaio del 2013.
Dopo quasi un anno trascorso nella terza serie ungherese (dal gennaio al giugno del 2013 al Gyulai Termál e da giugno al gennaio del 2014 all'Ebesi KKSE), nel gennaio del 2014 fa ritorno per la terza volta in carriera al Bihor Oradea, dove rimane fino all'agosto del 2015: nella stagione 2013-2014 gioca 2 partite in campionato 3 6 nei play-out, mentre nella stagione 2014-2015 oltre ad una partita in Coppa di Romania disputa 16 partite in campionato (nelle quali segna anche il suo unico gol stagionale) e 4 partite nei play-out. Passa poi al Luceafărul Oradea, con cui nella stagione 2015-2016 e nella stagione 2016-2017 milita ancora nella seconda divisione rumena, nella quale gioca 14 partite per poi trasferirsi nel gennaio del 2017 all'Hollenburg, in Austria. Negli anni seguenti torna in patria, dove continua a giocare nelle serie minori.

### Nazionale
Ha segnato un gol in 6 partite nella nazionale Under-19; tra il 2006 ed il 2009 ha giocato 10 partite senza mai segnare con la nazionale Under-21.

## Palmarès

### Club

#### Competizioni nazionali
- Campionato rumeno: 1

Dinamo Bucarest: 2003-2004
- Coppa di Romania: 1

Dinamo Bucarest: 2003-2004